# Break Down (迷你專輯)
《Break Down》是韓國人氣組合SS501隊長金賢重於2011年6月7日由CJ E&M所發行的首張個人迷你專輯。

## 概述
- 韓國破10萬張銷量，領先所有同時期單飛男歌手發片成績、創下韓國今年男SOLO偶像藝人最高銷售紀錄。
- 在台灣，專輯發行後立即空降各大實體、網路、數位、點播榜冠軍寶座，發售當日即獲白金唱片最高殊榮，打破台灣唱片史上韓國單飛男藝人最高銷售紀錄。
- 這張BREAK DOWN是與日本V6、KAT-TUN的音樂製作人STEVEN LEE合作，一年時間往返于美國和韓國精心製作的專輯。金賢重本人也全面參與專輯製作，為專輯的高品質做出了許多努力。特別是Ne-yo，Rihanna，Usher，Kanye West等世界知名歌手的專輯製作人Kevin Davis也共同參與了製作。[1]
- 主打曲《Break Down》是一首以強烈的節奏和sound製作展現極具動感的performance的歌曲,再搭配powerful編曲使得該曲整體質量上升。除此之前,專輯中《Intro (Let Me Go)》、《拜託(Please)》、《Kiss Kiss》、《Yes I Will》等歌曲可以令人感受到至今未曾展現的金賢重僅有的音樂世界和performance。特別是為了此次專輯製作,金賢重還到訪美國進行事前準備,並與海外著名音樂人一起參與編曲和舞蹈工作,此次mv拍攝工作投入了超過兩億韓元的製作費,為了使專輯的完成度提高,金賢重也做了很多努力。
- 一輯中最先公開的《Please》是一首在舞曲與R&B之間混合的抒情曲,以簡單的鋼琴伴奏開曲,小提琴的合成和鼓點節奏效果也恰到好處,收尾與鋼琴前奏都是同一段旋律,簡單卻不失華麗。儘管這是一首抒情曲,金賢重仍然編排了與節奏相合的舞步,增強了舞台的表現力。而《Please》的MV則選擇以首爾華麗的夜幕為背景,其中金賢重以短髮的干練造型亮相,展現出非凡的男性魅力，MV女主角為金旼序。

## 曲目
| 曲序     | 曲目                         | 作曲                                      | 编曲        | 时长  |
| -------- | ---------------------------- | ----------------------------------------- | ----------- | ----- |
| 1.       | Intro (Let Me Go)            |                                           |             | 1:45  |
| 2.       | Break Down (feat. Double K)  | Steven Lee, Ken Lewis                     |             | 3:33  |
| 3.       | 제발（Please）               | STEVEN LEE, DREW SCOTT, James Burney      |             | 3:33  |
| 4.       | KISS KISS                    | STEVEN LEE, SEAN ALEXANDER, JIMMY RICHARD | JON GASS    | 3:46  |
| 5.       | Yes I Will                   |                                           | Kevin Davis | 3:27  |
| 6.       | 제발(Instrumental)（Please） |                                           |             | 3:33  |
| 总时长： | 总时长：                     | 总时长：                                  | 总时长：    | 19:39 |

### 曲目介紹
1. Intro (Let Me Go)
  - 以雄壯的管風琴為主軸，循序漸進的奏出各個時期金賢重的強烈魅力，展開章節序曲
2. Break Down
  - 顛覆以往的形象，完全是為了擁有獨一無二魅惑特質的金賢重量身打造，強烈的電子節拍，加上韓國知名饒舌歌手Double K的重拍嘻哈，是首最能展現出金賢重男性魅力的歌曲
3. 제발 (Please)
  - 引起爆發性話題的主打歌，以鋼琴為主題，搭配管弦樂深情動人的旋律，呈現出憂傷感的R&B風格，用簡單直接的文字傳達出男人最深痛的感情
4. Kiss Kiss
  - 原音吉他輕輕刷奏出輕快甜蜜的魔法，溫暖歌聲唱出甜蜜告白新悸動，宛如金賢重的愛情宣言
5. Yes I Will
  - 充滿了UPTEMPO的嘻哈快節拍與Trance音樂的結合，讓原本流行的電音曲風，以無限愛戀融入時尚節拍，啟動令人無法抵抗的能量

## 獲獎紀錄
- 2011年6月16日於Mnet「M! Countdown」以《Break Down》一曲獲得一位。
- 2011年6月17日於KBS「Music Bank」以《Break Down》一曲獲得K-Chart 1位。
- 2011年6月23日於Mnet「M! Countdown」以《Break Down》一曲獲得一位。
- 2011年6月24日日於KBS「Music Bank」以《Break Down》一曲獲得K-Chart 1位。
- 2011年8月15日新專輯《Break Down》銷售創佳績華納音樂大中華區總裁小杉頒發巨型白金唱片。

## 紀錄排名
- 2011年5月31日，專輯新歌《Please》在韓國各大音樂網站公開，並迅速登上排行榜首位，專輯預售即超過超過7萬張。
- 2011年6月8日上午正式發售以來，在該網站單日銷量榜和實時銷量榜均以領先第二名三倍以上的銷量排名第一位，並且還在搜索關鍵字排行榜排名第一位，三冠王的佳績令人矚目。
- 韓國HANTEO統計，2011年度專輯銷量第7位102,778與2nd《Lucky》合併計算銷售量第5位212,191[2]
- 韓國GAON，2011年5月29日 - 04日數位音源榜《Please》綜合排名與韓國國內排名均為第29位 合計15,319,743。2011年6月5日 - 11日數位音源榜《Break Down》綜合排名與韓國國內排名均為第18位 合計15,181,125。2011年6月份專輯銷售排行，總銷售第1位銷售數100,433，7月總銷量累計114,586，年度總結銷售第9位銷售數114,642[2]
- 日本ORICON 進口專輯周榜，統計時間2011年6月27日 - 2011年7月3日，首周進榜第1位銷售量13,899[3]
- KKBOX Twain週榜最佳名次4(2011-07-09)[4]
- 五大唱片 日韓榜[5]
  - 2011年第24週，統計時間：2011/06/10 - 2011/06/16，首周進榜1位銷售12.44%（第一張迷你專輯「Break Down」(韓國進口版)）
  - 2011年第27週，統計時間：2011/07/01 - 2011/07/07，首周進榜1位銷售13.61%（BREAK DOWN(HIGH FIVE初回見面限定盤）
  - 2011年度銷售榜，計算時間：2011/01/01~2011/12/31，獲得第14位，銷售佔比1.27%[6]
- g-musi風雲榜 
  - 東洋榜[7]
    - 2011年第27週計算時間： 2011/07/01 - 2011/07/07，首周進榜第1位銷售25.56%
    - 2011年度銷售榜，計算時間：2011/01/01~2011/12/31，獲得第10位，銷售佔比1.28%[8]

  - 綜合榜[9]
    - 2011年第27週計算時間： 2011/07/01 - 2011/07/07，首周進榜第3位銷售6.81%
- 2011光南年度唱片銷售揭示榜【日韓榜】，統計時間 : 2011.01/01~2011.12.31，獲得第18位[10]
- 泰國Channel [V] Asia排行榜 Top10，2011年7月3日公佈，首週進榜獲第1位。2011年進榜週數為12次。
  - 一年里亞洲圈裡最多播放的MV，觀看者最喜歡的“Asian TOP 50 Year End Chart 2011”，《Please》獲第4位;《Break Down》獲第23名[11]。

## 限制級事件
- 2011年8月9日，韓國青少年保護委員會認定《제발 (Please)》歌詞中出現“香煙”、“喝醉”等字眼，會助長青少年抽煙歪風，未滿19歲禁止購買而MV則列爲限制級，需于晚間10點過後，才能在電視台播出[12]。
- 2011年10月12日，首爾行政法院透露，金賢重的經紀公司Keyeast向青少年保護委員會（簡稱MOGEF）提起了訴訟，以抗議它對歌曲《제발 (Please)》所下達的禁令。Keyeast表示：「酒精和香菸的使用不是這首歌的主題。此外該組織並沒有禁止更直接和明確與藥物有關的歌曲。所以對金賢重的專輯中所做出的裁決是不公平的[13]」，目前該曲已無禁止令。

## 外部連結
- 金賢重公司KEYEAST官網
- 金賢重個人韓國官方網站（页面存档备份，存于）
- 金賢重個人日本官方網站（页面存档备份，存于）
- 金賢重日本環球官網（页面存档备份，存于）
- 金賢重官方YOUTUBE頻道（页面存档备份，存于）
- SS501韓國官方網站